# Silvan Reservoir
Silvan Reservoir är en reservoar i Australien. Den ligger i delstaten Victoria, omkring 40 kilometer öster om delstatshuvudstaden Melbourne. Silvan Reservoir ligger 248 meter över havet. Arean är 3,3 kvadratkilometer. Den sträcker sig 3,8 kilometer i nord-sydlig riktning, och 1,8 kilometer i öst-västlig riktning.
I omgivningarna runt Silvan Reservoir växer i huvudsak städsegrön lövskog. Runt Silvan Reservoir är det ganska tätbefolkat, med 222 invånare per kvadratkilometer. Genomsnittlig årsnederbörd är 1 244 millimeter. Den regnigaste månaden är juli, med i genomsnitt 140 mm nederbörd, och den torraste är januari, med 49 mm nederbörd.